# ریکو هاکت-فیرچایلد
ریکو هاکت-فیرچایلد (انگلیسی: Reeco Hackett-Fairchild؛ زادهٔ ۹ ژانویهٔ ۱۹۹۸) بازیکن فوتبال است.
از باشگاه‌هایی که در آن بازی کرده‌است می‌توان به باشگاه فوتبال چارلتون اتلتیک و باشگاه فوتبال بروملی اشاره کرد.